# 己亥禮訟
己亥禮訟（韓語：기해예송），是发生在朝鲜王朝孝宗十年（1659年）五月，因为孝宗国王過世，就孝宗的繼母莊烈王后該如何服喪一事引發的爭論。

## 背景
孝宗是朝鲜仁祖的嫡次子，孝宗的生母仁烈王后在他16歲時就過世，慈懿大妃是仁祖的繼妃，也是孝宗的繼母。根據《儀禮·喪服》的規定「父母為嫡長子服三年之喪，為眾子服朞年之喪。」，問題在於，孝宗並非嫡長子，但卻以承重、進入王統，作為孝宗繼母的慈懿大妃應該如何為孝宗服喪？對如此複雜的問題，《國朝五禮儀》沒有相應的條文可以依據，朝中官員有的主張服三年之喪，有的主張服朞年之喪，莫衷一是。

## 經過
領議政鄭太和、左議政沈之源、領敦寧李景奭、延陽府院君李時白、完南府院君李原淵、原平府院君元斗杓等認為“考之時王之制，似當為朞年之服”。服制事大，為慎重起見，禮官徵詢西人黨的右贊成宋時烈的意見，宋時烈依據《儀禮·喪服》疏有“雖承重不得三年”的規定，贊成朞年服制說。因為，孝宗雖然已經承重，但並非以嫡長子的身份繼位，在倫序上依然是嫡次子，因此，慈懿大妃為之服喪，不能超過朞年。
南人黨的尹鑴上疏批評宋時烈不知士庶之禮與王朝之禮的區別，他引《儀禮·喪服·斬衰章》賈公彥疏“第一子死，則取嫡妻所生第二長子立之，亦名長子”之語為據，認為慈懿大妃應服斬衰三年。他還舉了鄭玄註的《喪服》“立第二嫡子，亦名長子”，證明嫡長子過世之後，第二嫡子也可以稱作嫡長子。仁祖以孝宗為嗣，恰是鄭玄說的原則。朝鲜孝宗雖然以嫡次子繼位，但已有嫡長子之名分，不得再視為庶子。
宋時烈反駁尹鑴的觀點，宋時烈認為《儀禮·喪服·斬衰章》之中確實有“第一子死，則取嫡妻所生第二長子立之”，但還有下文“嫡妻所生第二者同名庶子”，賈疏明確提到“雖承重不得三年者有四種：一則正體不得傳重，謂嫡子有廢疾，不堪主宗廟也；二則傳重非正體，庶孫為後是也；三則體而不正，立庶子為後是也；四則正而不體，立嫡孫為後是也”，其中“體而不正”正切中顯宗承重之事，根據《大明律》和《國朝五禮儀》規定，無論長子、嫡子，母親都只能為之服期年之喪，於是，領議政鄭太和宣布，根據《國朝五禮儀》定為朞年之喪
顯宗元年（1660年）三月，喪服即將滿一年，按照喪禮的規定，練祭之後，就要除喪。此時，南人黨的掌令許穆上疏「請令禮官儒臣雜議，追正喪服之失於禮者」，請求將朞年之喪改為三年齊衰之喪。之後，許穆再次上疏，引《儀禮》為長子喪服圖，申述「立嫡以長則三年，立庶子為後則期年」之論，並主張「第一子死，為次長傳重者斬，所重在嫡嫡相承，尊祖稱之正體，推之一本，實無貳斬之疑也」、「昭顯（仁祖嫡長子）雖有子，先王之所廢。孝廟實仁廟次嫡，既冊立為世子，承統受重，禮所謂正體傳重者也」，許穆認為無論長嫡、次嫡，只要是嫡子，繼承王位者就是正體，而「體而不正」者是指妾子，許穆又引《喪服》「父為長子」、「君」、「母為長子」、「君為姑姊妹女子之嫁於國君者」、《周禮．司服》等經註疏的文字為據，申述其三年之說。
南人黨的尹善道上疏支持許穆，稱「孝宗大王既為世子之後，其可不謂之長謂之嫡，而猶謂之庶子乎！」稱讚「許穆之言，非徒議禮之大經，實是謀國之至計」。
宋時烈上疏，對許穆的說法逐條駁斥：
- 第一：「第二長子亦名長子」一語不傳於經傳，而是賈公彥的說法，賈公彥之所以不說「長子死」而說「第一子死」者，意思是第一子未成年而夭折，其父不得為之服斬；第二子立，方可以名為長子並為之服斬。如果第一子是成人而死，其父已為之服斬，則第二長雖承嫡統，也不得稱為長子；許穆疏中的「妾子故」三字，不是疏文，而是許穆的「自下之下言」，屬於想當然之說，故不足為憑。
- 第二：「庶」不是賤稱，是相對於嫡而言的稱謂，庶是眾的意思，嫡長子以外的子統稱庶子或眾子。
- 第三：昭顯世子之喪，仁祖當從《禮經》服斬衰。不料卻從《經國大典》服期年，既然如此，就沒有理由為次嫡服三年之喪。[6]

尹鑴則多次上疏論服制，聲稱自己「欲據周公之禮，明繼統之重，立君臣之義」，指責宋時烈「以家人之禮而為王朝之典」。尹鑴見自己的三年之說沒有被採用，心中不服，便再次上疏表示希望顯宗收回成命，再次提醒顯宗注意服制爭論的要害是王權，接著又引述《喪服．斬衰章》「君喪，內宗婦女皆斬」之文，提出「大王大妃亦當服斬」，以證明其三年之說無誤。總之，尹鑴的意見可以歸納為：為長子，不管上下服三年喪；為君王無論內外宗都服斬衰。
宋時烈駁斥他的說法「君王之喪，內宗因為都是臣子，所以要為君王服斬衰三年，而慈懿大妃是孝宗的母親，哪有兒子把母親當臣子的道理？」

## 後續
李景奭、鄭太和、沈之源、鄭維城等人表示「當初討論的結論是依據國制，再參考實錄上的記載，都沒見到三年的服制，既然如此，就遵從先祖的意思，現今怎能容我們在這裡插嘴呢？」最後，顯宗採納期年說。而西人黨因此得勢。

## 註解
1. ↑  《朝鮮王朝實錄·顯宗實錄》1卷, 卽位年（1659 己亥 / 청 순치（順治） 16年） 5月 5日（乙丑）
領敦寧府事李景奭、領議政鄭太和、延陽府院君李寺白、左議政沈之源、原平府院君元斗杓、完南府院君李厚源以爲: “古禮雖不能曉解, 攷之時王之制, 似當爲朞年之服。”
2. ↑  《朝鮮王朝實錄·顯宗實錄》7卷, 4年（1663 癸卯 / 청 강희（康熙） 2年） 7月 29日（甲午）
史臣曰: “孝廟之禮陟也, 禮官將議慈懿王大妃服制, 前持平尹鑴獨倡當服斬衰三年之說。……
3. ↑  《朝鮮王朝實錄·顯宗實錄》7卷, 4年（1663 癸卯 / 청 강희（康熙） 2年） 7月 29日（甲午）
史臣曰: ……時烈、浚吉亦獻議曰: “古今禮律, 旣有異同, 帝王之制, 尤難輕議。 而諸大臣旣以時王之制爲議, 臣等不敢更容他說。” 上命依議施行, 遂定朞年之制。
4. ↑  《記言》卷四十九《大王大妃服制收議》
父母為長子三年，以先祖之正體也。蓋已極無以日矣。諸侯為姑姊女子嫁於國君者，與兄弟俱為諸侯者尊同，尊同則服其服。太后之與國君尊同，有母子之本服。父為子斬，以正體傳重也。母為子齊衰，不得過於子為己也。《司服》「凡喪為天王斬」，疏言諸侯諸臣為王斬，不言母后為王斬。《五服圖》族祖於高祖，諸祖出於曾祖，諸父出於祖，兄弟出於父，子孫出於己。正體之尊，不係於五屬。君臣之義雖嚴，父子之倫何可廢之。天子諸侯絕旁期，尊同則不絕，不絕則無斬。此喪服之大義也。
5. ↑  《朝鮮王朝實錄·顯宗實錄》2卷, 1年（1660 庚子 / 청 순치（順治） 17年） 4月 18日（壬寅）
○壬寅/護軍尹善道上疏曰……許穆之言, 非徒議禮之大經, 實是謀國之至計…… 孝宗大王旣爲世子之後, 其可不謂之長不謂之嫡, 而猶謂之庶乎
6. ↑  《宋子大全》卷二十六《大王大妃服制議》
許穆之疏，其緊要有二段。其一，第一子死，立第二長者，亦名長子而服斬也；第二，庶子為后不得三年，妾子故也。夫所謂第一子死者，夫知其死於何等時耶？謂已成人而死，其父既為之服斬；又立次嫡，謂之長子，而其次嫡死，又為之服斬三年耶？如此，則其於無二統、不貳斬之義何如也？「妾子故」三字是穆自下之說，非疏之說也。夫所謂妾子者，固謂妾子也。然自次嫡以下，則雖人君母弟，亦謂之庶子，孝宗大王既為庶子而服三年，則屬已承統，母后何設獨服三年乎？況大王大妃於昭顯之喪，既與仁祖大王同為長子之服，則其義何可變於今日耶？
7. ↑  《朝鮮王朝實錄·顯宗實錄》2卷, 1年（1660 庚子 / 청 순치（順治） 17年） 4月 16日（庚子）
……今孝宗大王, 於大王大妃, 有君臣之義, 大王大妃, 乃反以臣服君之服, 服大王乎, 是皆可疑之說也。……
8. ↑  《朝鮮王朝實錄·顯宗實錄》2卷, 1年（1660 庚子 / 청 순치（順治） 17年） 5月 3日（丁巳）
…… 李景奭、鄭太和、沈之源、鄭維城等皆以 “當初議定, 只據國制, 而及考實錄所載, 未見有行三年之制, 頃於榻前, 旣以喪制從先祖之意仰對, 今何敢更爲容喙。” 禮曹以啓, 上命從多議, 以已定期年之制擧行。……